# Lothar Förster
Lothar Förster (* 8. Juni 1926; † 6. September 2004 in Berlin) war ein deutscher Schauspieler und Hörspielsprecher.

## Leben
Über das Privatleben des 1926 geborenen Lothar Förster sind nur lückenhafte Informationen vorhanden. In vielen Produktionen der DDR-Filmgesellschaft DEFA und des Deutschen Fernsehfunks (Fernsehen der DDR) stand er vor der Kamera. Über das Stadttheater Bautzen, die Städtischen Bühnen Erfurt, die Bühnen der Stadt Gera, das Maxim-Gorki-Theater und die Volksbühne in Berlin sowie das Friedrich-Wolf-Theater in Neustrelitz kam er 1967 an das Deutsche Theater Berlin, dem er bis mindestens 1989 angehörte. Für den Rundfunk und Litera wirkte er häufig als Hörspielsprecher.
Lothar Förster starb 2004 im Alter von 78 Jahren in Berlin.

## Filmografie
- 1955: Ernst Thälmann – Führer seiner Klasse
- 1961: Das Rabauken-Kabarett
- 1965: König Drosselbart
- 1965: Solange Leben in mir ist
- 1966: Flucht ins Schweigen
- 1966/2005: Fräulein Schmetterling
- 1968: Mord am Montag
- 1968: Ich – Axel Cäsar Springer (Fernseh-Fünfteiler, 1 Episode)
- 1969: Rendezvous mit unbekannt (Fernsehserie, 1 Episode)
- 1970: Ich – Axel Cäsar Springer (Fernseh-Fünfteiler, 1 Episode)
- 1970: Jeder stirbt für sich allein (Fernseh-Dreiteiler, 1 Episode)
- 1970: Junge Frau von 1914 (Fernseh-Zweiteiler)
- 1971: Anflug Alpha 1
- 1972: Sechse kommen durch die Welt
- 1976: Polizeiruf 110: Vorurteil? (Fernsehreihe)
- 1976: Das Licht auf dem Galgen
- 1978: Der Staatsanwalt hat das Wort: Der Kurschatten (Fernsehreihe)
- 1978: Ursula (Fernsehfilm)
- 1979: Zünd an, es kommt die Feuerwehr
- 1979: Pinselheinrich (Fernsehfilm)
- 1980: Der Direktor (Fernsehfilm)
- 1981: Adel im Untergang (Fernseh-Zweiteiler)
- 1982: Zwei Freunde in Preußen (Fernsehfilm)
- 1982: Märkische Forschungen
- 1983: Die traurige Geschichte von Friedrich dem Großen (Theateraufzeichnung)
- 1984: Familie Neumann (Fernsehserie, 2 Episoden)
- 1985: Außenseiter (Fernsehfilm)
- 1985: Die Gänse von Bützow
- 1985: Die Rundköpfe und die Spitzköpfe (Theateraufzeichnung)
- 1986: Zahn um Zahn (Fernsehserie, 1 Episode)
- 1987: Bebel und Bismarck (Fernseh-Dreiteiler)
- 1988: Der blaue Boll (Theateraufzeichnung)
- 1990: Abgründe
- 1993: Schwarz Rot Gold (Fernsehserie, 1 Episode)
- 1993: Motzki (Fernsehserie, 1 Episode)
- 1997: Obsession
- 2000: Bonhoeffer – Die letzte Stufe
- 2002: SK Kölsch (Fernsehserie, 1 Episode)

## Theater
- 1951: Victor Clement: Die Marseillaise – Regie: Adolf Gastl (Stadttheater Bautzen)
- 1955: William Shakespeare: Komödie der Irrungen (Zwick, Beschwörer) – Regie: Hans Dieter Mäde (Städtische Bühnen Erfurt)
- 1955: Juri Burjakowski: Julius Fucik (Untersuchungsrichter Friedrich) – Regie: Hans Dieter Mäde (Städtische Bühnen Erfurt)
- 1956: Leonid Solowjow: Aufruhr in Buchara (der dünne Wächter) – Regie: Hans Dieter Mäde (Städtische Bühnen Erfurt)
- 1956: Bertolt Brecht: Der kaukasische Kreidekreis (Jussup) – Regie: Eugen Schaub (Städtische Bühnen Erfurt)
- 1956: George Bernard Shaw: Die Häuser des Herrn Sartorius (Kellner) – Regie: Eugen Schaub (Städtische Bühnen Erfurt)
- 1957: Nordahl Grieg: Die Niederlage (Erzbischof von Paris / Marquis de Ploeuc) – Regie: Georg Leopold (Städtische Bühnen Erfurt)
- 1959: Friedrich Schiller: Die Jungfrau von Orleans – Regie: Otto Ernst Tickardt (Bühnen der Stadt Gera)
- 1961: Ewan MacColl: Rummelplatz (Kriegskrüppel) – Regie: Hans Dieter Mäde (Maxim-Gorki-Theater Berlin)
- 1962: Pavel Kohout: Reise um die Erde in 80 Tagen – Regie: Horst Schönemann (Maxim-Gorki-Theater Berlin)
- 1962: Maxim Gorki: Jegor Bulytschow und andere – Regie: Maxim Vallentin (Maxim-Gorki-Theater Berlin)
- 1964: Robert Planchon nach Alexandre Dumas der Ältere: Die drei Musketiere – Regie: Rudolf Vedral (Volksbühne Berlin)
- 1966: Claus Hammel: Um 9 an der Achterbahn (Richter) – Regie: Rainer R. Lange (Friedrich-Wolf-Theater Neustrelitz)
- 1967: Friedhold Bauer: Baran oder Die Leute im Dorf (Sonderbeauftragter)  – Regie: Friedo Solter  (Deutsches Theater Berlin – Kammerspiele)
- 1968: Carl Sternheim: Die Kassette – Regie: Horst Drinda (Deutsches Theater Berlin)
- 1971: Rolf Schneider: Einzug ins Schloß – Regie: Hans-Georg Simmgen (Deutsches Theater Berlin)
- 1972: Friedrich Schiller: Kabale und Liebe (Hofmarschall von Kalb) – Regie: Klaus Erforth / Alexander Stillmark (Deutsches Theater Berlin)
- 1977: František Langer: Peripherie (Herr Novak) – Regie: Klaus Piontek (Deutsches Theater Berlin – Kammerspiele)
- 1977: Alexander Lang: Das Biest des Monsieur Racine (Individuum) – Regie: Alexander Lang (Deutsches Theater Berlin – Kleine Komödie)
- 1978: Andreas Gryphius: Horribilicribrifax Teutsch (Don Daradiridatumtarides) – Regie: Alexander Lang (Deutsches Theater Berlin – Kammerspiele)
- 1979: Ernst Toller: Der entfesselte Wotan (Leutnant a. D.) – Regie: Alexander Lang (Deutsches Theater Berlin – Foyer)
- 1980: William Shakespeare: Ein Sommernachtstraum (Schlucker) – Regie: Alexander Lang (Deutsches Theater Berlin)
- 1983: Heinrich Mann: Die traurige Geschichte von Friedrich dem Großen (Geistlicher) – Regie: Alexander Lang (Deutsches Theater Berlin)
- 1984: Johann Wolfgang von Goethe:  Götz von Berlichingen (Rechtsgelehrter Olearius)  Regie: Horst Schönemann (Deutsches Theater Berlin)
- 1984: Antonio Gala: Die heilige Hure (Don Moncho) – Regie: Alejandro Quintana (Hochschule für Schauspielkunst „Ernst Busch“ im Berliner Arbeiter-Theater)
- 1985: Ernst Barlach: Der blaue Boll (Uhrmacher) – Regie: Rolf Winkelgrund (Deutsches Theater Berlin)
- 1989: Thomas Bernhard: Der Theatermacher (Feruccio) – Regie: Peter Schroth / Peter Kleinert (Deutsches Theater Berlin – Kammerspiele)
- 1989: Werner Buhss: Die Festung (Kommandant Filimore) – Regie: Bernd Weißig / Christian Steyer (Deutsches Theater Berlin – Kammerspiele)
- 1990: William Shakespeare: Julius Caesar (Julius Caesar) – Regie: Friedhelm Ptok (Freilichtbühne Rehberge Berlin)

## Hörspiele
- 1967: Leonid Leonow: Professor Skutarewski – Regie: Helmut Hellstorff (Hörspiel – Rundfunk der DDR)
- 1970: Aristophanes: Der Frieden (Helmschmied) – Regie: Wolf-Dieter Panse (Hörspiel – Rundfunk der DDR)
- 1974: Paul Bader: Das Gesetz – Regie: Barbara Plensat (Hörspiel – Rundfunk der DDR)
- 1974: Nikolai Ostrowski: Wie der Stahl gehärtet wurde – Pawels Lehrjahre (Friseur) – Regie: Andreas Scheinert (Hörspiel – Litera)
- 1975: Helmut H. Schulz: Mein Ziehsohn Peter (Lehrer) – Regie: Rudolf Christoph (Hörspiel – Rundfunk der DDR)
- 1975: Susanne Günther: Schaut nicht nur auf die Starken (Gemüsemann) – Regie: Barbara Plensat (Hörspiel – Rundfunk der DDR)
- 1976: Elifius Paffrath: Kein Fall für Mister H. oder Die weiße Lady (Doktor) – Regie: Hans Knötzsch (Kriminalhörspiel/Kurzhörspiel – Rundfunk der DDR)
- 1976: Alexei Tolstoi: Burattino (Duremar) – Regie: Dieter Scharfenberg (Kinderhörspiel – Litera)
- 1977: Inge Meyer: Der Spinner (Sportlehrer) – Regie: Barbara Plensat (Hörspiel aus der Reihe Tatbestand – Rundfunk der DDR)
- 1979: Horst Berensmeier: Lösegeld (Staatsanwalt) – Regie: Hans Knötzsch (Kriminalhörspiel – Rundfunk der DDR)
- 1979: Leonid Solowjow: Nasreddin in Buchara (Bruder) – Regie: Dieter Scharfenberg (Kinderhörspiel – Litera)
- 1981: Roman Müller: Wohin ich laufe (Doktor) – Regie: Werner Grunow (Kurzhörspiel – Rundfunk der DDR)
- 1981: Peter Gauglitz: Drei Schweizer Uhren (Arthur Vollbrecht) – Regie: Wolfgang Brunecker (Kriminalhörspiel/Kurzhörspiel – Rundfunk der DDR)
- 1982: Adolf Glaßbrenner: Herr Buffey in der Kunstausstellung (Zweiter Mann) – Regie: Werner Grunow (Kriminalhörspiel/Kurzhörspiel – Rundfunk der DDR)
- 1982: Heinar Kipphardt: In der Sache J. Robert Oppenheimer – Regie: Werner Grunow (Hörspiel – Rundfunk der DDR)
- 1983: Wilhelm Hauff: Die Sage vom Hirschgulden (Schalk) – Regie: Uwe Haacke (Kinderhörspiel – Rundfunk der DDR)
- 1983: Gunter Preuß: Margit mit der Stupsnase – Regie: Uwe Haacke (Kinderhörspiel/Kurzhörspiel – Rundfunk der DDR)
- 1984: Helmut H. Schulz: Poet und Pedant – Regie: Uwe Haacke (Kinderhörspiel, 3. Teil – Rundfunk der DDR)
- 1985: Jutta Appler: Der Rückfall (Martin) – Regie: Detlef Kurzweg (Kurzhörspiel aus der Reihe Waldstraße Nummer 7 – Rundfunk der DDR)
- 1986: Brüder Grimm: Das blaue Licht – Regie: Barbara Plensat (Hörspiel – Rundfunk der DDR)
- 1986: Aleksandar Obrenović: Der süße Duft der Erneuerung (Slavko) – Regie: Aleksandar Obrenović (Hörspiel – Rundfunk der DDR)
- 1987: Rainer Schwochow: Das grüne Hütchen (Huang-Sjao) – Regie: Werner Grunow (Kinderhörspiel/Kurzhörspiel – Rundfunk der DDR)
- 1987: Andreas Scheinert: Des Teufels Triller (Wirt) – Regie: Andreas Scheinert (Hörspiel – Litera)
- 1988: William Shakespeare: Der Sturm (Antonio) – Regie: Norbert Speer (Kinderhörspiel – Rundfunk der DDR)
- 1988: Katja Oelmann: Steig' der Stadt aufs Dach (Mann) – Regie: Barbara Plensat (Hörspiel – Rundfunk der DDR)
- 1989: Luise Rinser: Detektivin Susi löst einen ungewöhnlichen Fall (vornehmer Mann) – Regie: Manfred Täubert (Kinderhörspiel – Rundfunk der DDR)
- 1989: Franz Graf von Pocci: Die Zaubergeige (Baron) – Regie: Norbert Speer (Kinderhörspiel – Rundfunk der DDR)
- 1990: Henryk Bardijewski: Die Sitzung – Regie: Beate Rosch (Hörspiel – Rundfunk der DDR)
- 1990: Jan Eik: Der letzte Anruf (Arnold) – Regie: Barbara Plensat (Kriminalhörspiel – Rundfunk der DDR)
- 1991: Waldemar Bonsels: Biene Maja (Hannibal) – Regie: Werner Grunow (Kinderhörspiel – Funkhaus Berlin)
- 1991: Thomas Fuchs: Lisa – Regie: Wolfgang Rindfleisch (Kinderhörspiel – Funkhaus Berlin)
- 1995: Johannes Schenk: Marta und Lupine (Portier) – Regie: Holger Rink (Hörspiel – SFB)
- 1995: Peter Jacobi: Kurtis Kunde (Tschabo) – Regie: Robert Matejka (Kriminalhörspiel – SFB)
- 1997: Ludwig Tieck: Wie man König wird (Räuber) – Regie: Wolfgang Rindfleisch (Kinderhörspiel – DLR)
- 1998: Michail Bulgakow: Der Meister und Margarita – Regie: Petra Meyenburg (Hörspiel – MDR)
- 1999: Stefan Amzoll: Ich bin das Auge – Regie: Wolfgang Rindfleisch (Hörspiel – DLR)
- 2002: Simone Schneider: Daniel und die Königin von Zaubabel (1. Rat) – Regie: Wolfgang Rindfleisch (Kinderhörspiel  – DLR)
- 2003: Stefan Amzoll: Putze Polina – Regie: Wolfgang Rindfleisch (Hörspiel – DLR)